# Idanir João Bianchessi
Idanir João Bianchessi, mais conhecido como Gaitero (Porto Alegre, 8 de março de 1926 — Porto Alegre, 15 de março de 2011) foi um futebolista brasileiro. Ele jogou no Grêmio em 1946 e foi Campeão da Cidade, do Estado e do Torneio início daquele ano.